# 阪奥明
阪奥 明（さかおく あきら、1927年〈昭和2年〉11月4日 - 2008年〈平成20年〉9月26日）は、日本の政治家。元奈良県大和郡山市長（3期）。位階は正五位。勲四等旭日小綬章。

## 経歴
本籍地奈良県。旧制正強中学校（現・奈良大学附属高等学校）卒。奈良県議会議員を4期務め、1989年〈平成元年〉の大和郡山市長選挙に立候補し、初当選する。1993年〈平成5年〉に再選。1997年〈平成9年〉に再選。市長は3期務め、2001年〈平成13年〉に退任した。2008年〈平成20年〉死去。

## 栄典
- 2002年秋の叙勲で勲四等旭日小綬章を受章[4]
- 死没日付をもって正五位に叙された[5]